# Капучино
Капучи́но (італ. cappuccino) — напій італійського походження на основі еспресо з додаванням збитого парою молока, з гармонійним балансом насиченого солодкого смаку молока та еспресо. Традиційно капучино подається в попередньо прогрітій порцеляновій чашці, яка зберігає тепло довше, ніж скляна або паперова.
Згідно зі стандартами WBC (World Barista Championship) та УЧБ (Український Чемпіонат Бариста) об'єм капучино має становити від 150 до 180 мл, товщина еластичної пінки — не менш як 1 см, чашка має бути повною. Більші порції — це флет вайт або дабл капучино (подвійний шот еспресо та інші пропорції молока та кави). Капучино широко розповсюджене в усьому світі. Італійці п'ють капучино переважно за сніданком.

## Історія

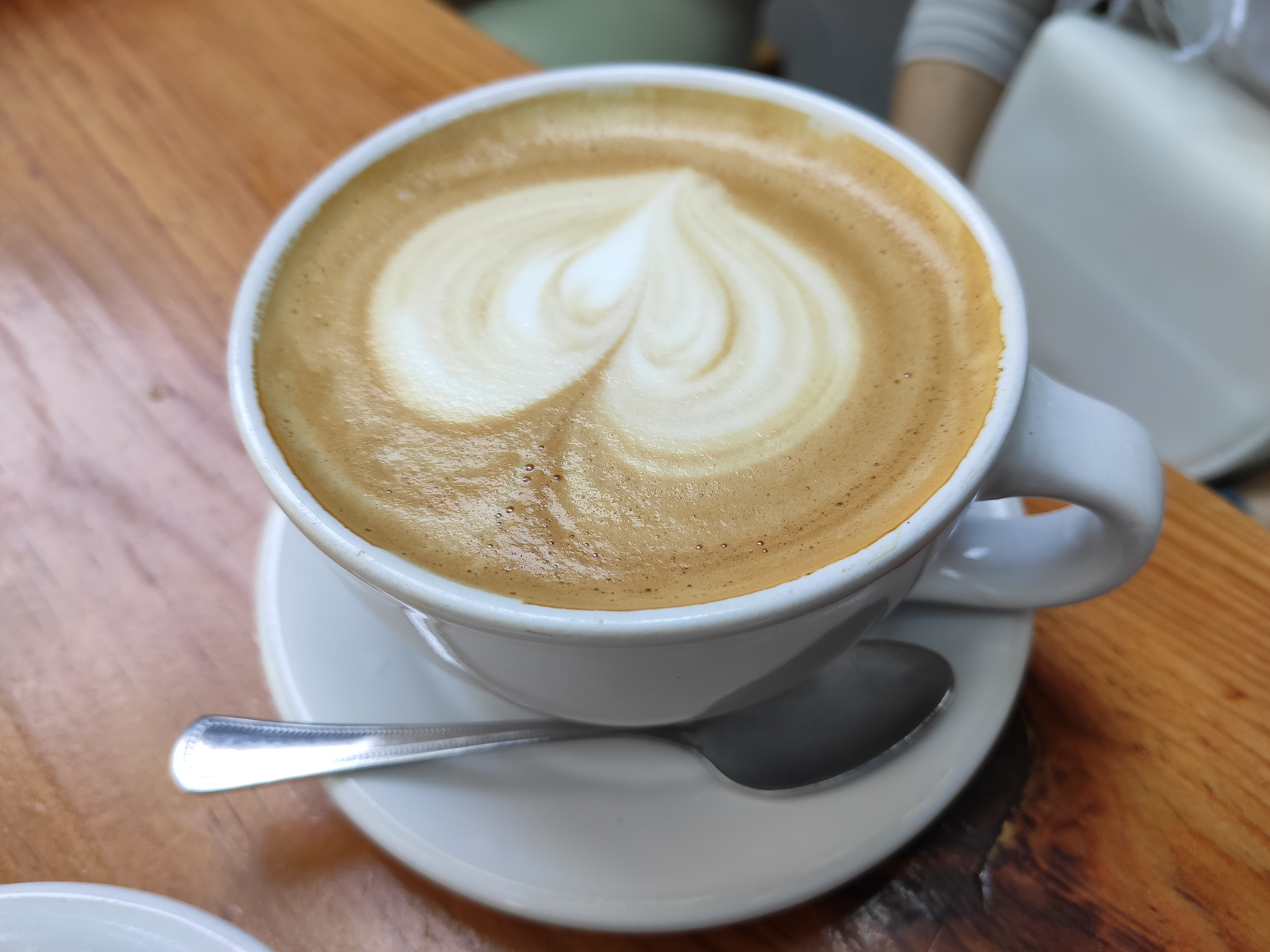
Класичне капучино

Існує багато припущень щодо походження рецепту й назви капучино. У перекладі з італ. cappuccio — каптур. За однією з легенд капучино дістало свою назву від монахів — капуцинів, які й вигадали такий спосіб приготування і вживання «кави в каптурі». Церква вороже ставилася до кави, вважала її чимось гріховним і нечистивим. Щоб не перечити церкві, монахи почали розбавляти каву молоком, яке в них асоціювалося з раєм. Тож, додаючи до кави молоко, вони ніби «очищали» її.
Інша легенда стверджує, що капучино з'явилося у Відні 1683 року після славнозвісної Віденської битви, яка стала останньою крапкою в історії завоювань Османської імперії на європейському континенті. Покидаючи поле битви, турки залишили кілька мішків із кавою. Міцний і гіркуватий смак жителям Відня не дуже сподобався, тому вони почали розбавляти його молоком, щоб «пом'якшити» різкий смак заварених натуральних зерен.
Ще одна легенда запевняє, що під час тієї ж таки битви у Відні проповідував італійський монах Марко д'Авіано. Начебто саме він запропонував додавати до кави молоко.

## Приготування та вживання

Капучино, схематичне зображення

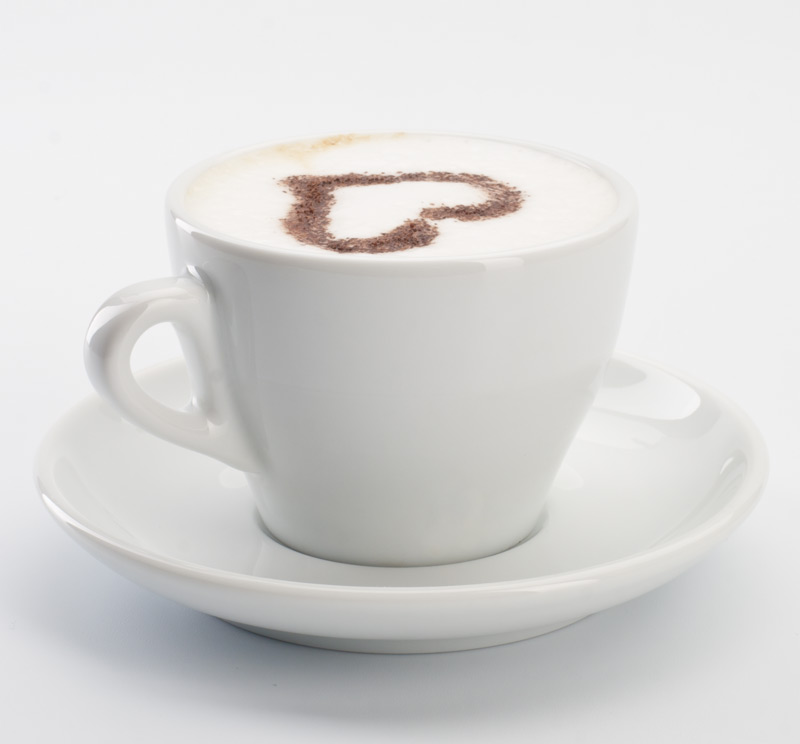
Капучино, прикрашене шоколадом через трафарет

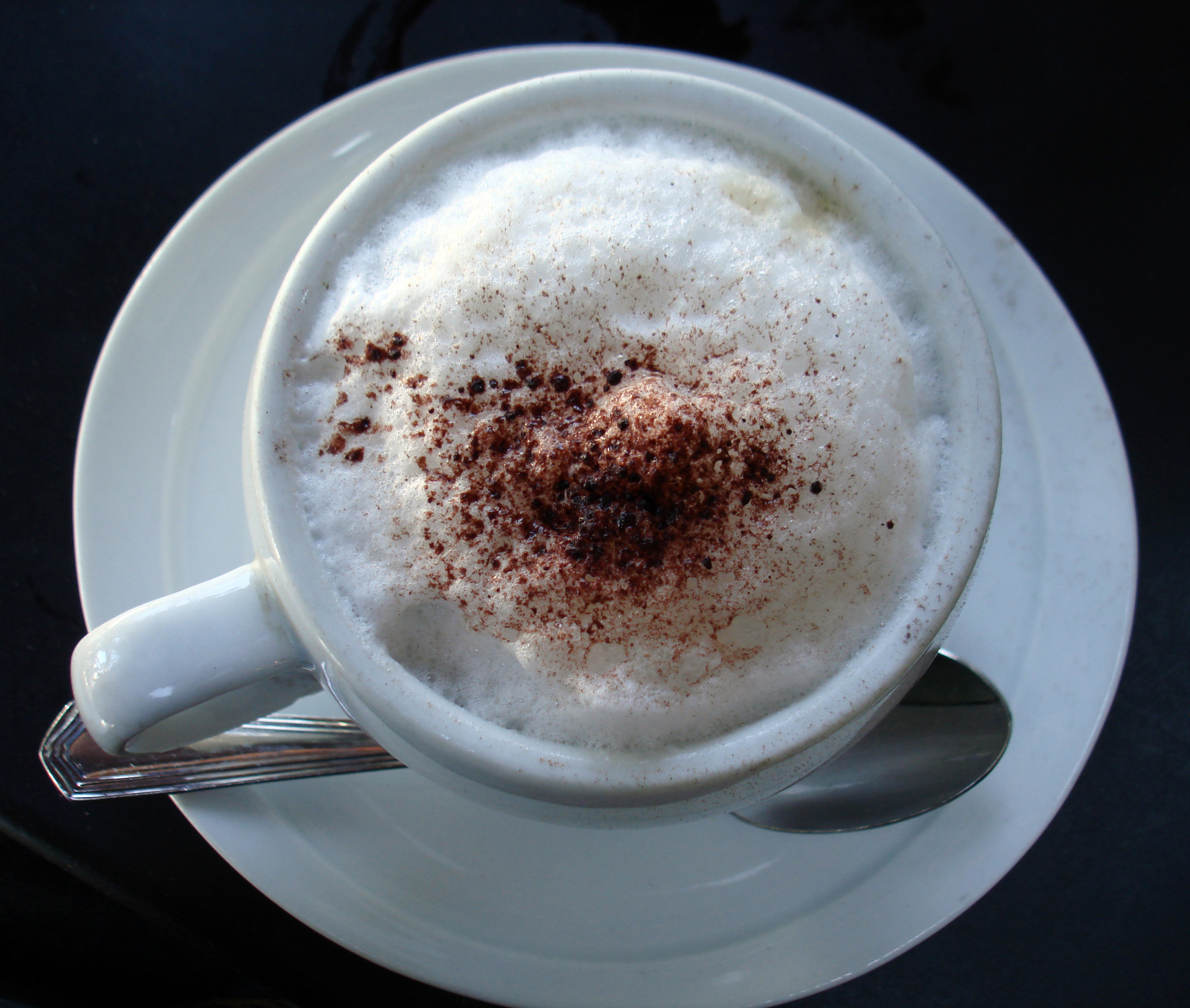
Капучино з неправильною молочною пінкою

Класичне капучино готують за таким рецептом: у спеціальній порцеляновій чашці готують еспресо, потім туди заливають удвічі більшу кількість гарячого (65–75 °C), збитого капучинатором молока. Кава й молоко частково змішуются, частково ні. Пропорції приблизно такі: 2/3 — суміш еспресо та молока, 1/3 — молоко. Зазвичай капучино прикрашають візерунками молока по каві — це називається лате-арт.
Капучино не розмішують, п'ють через край, щоб до рота напій потрапляв через шар пінки. Правильно приготоване капучино солодке саме по собі, без додавання цукру. Але зверху готовий напій часто посипають тертим шоколадом, корицею або іншими спеціями та додають цукор. Поганий смак — готувати дуже повітряну піну, яка у філіжанці стоїть «горою», також не треба їсти пінку ложкою.
Найкраща їжа до капучино — круасан або інша випічка.